# 纽约知识分子
纽约知识分子（英語：New York Intellectuals）是20世纪中期定居在纽约市的美国作家和文学评论家的总称。他们大多是犹太人，主张左翼政治，同时坚决反对斯大林主义。该组织寻求将文学理论与马克思主义和社会主义相结合，拒绝将苏联社会主义视为可行或可接受的政治模式。
这些反斯大林主义的马克思主义者普遍持有托洛茨基主义观点。欧文·克里斯托、欧文·豪、西摩·马丁·利普塞特、莱斯利·费德勒和内森·格莱泽是托洛茨基主义青年人民社会主义联盟的成员。

## 成员
其他成员还有汉娜·阿伦特、丹尼尔·贝尔、 索尔·贝洛、内森·格莱泽、 克莱门特·格林伯格、理查德·霍夫施塔特、悉尼·胡克、西摩·马丁·利普塞特、 德怀特·麦克唐纳、诺曼·帕德赫罗茨、 菲利普·拉夫、苏珊·桑塔格、莱昂内尔·特里林。